# Azzurro tenebra
Azzurro tenebra è un romanzo di Giovanni Arpino del 1977, che racconta, in forma romanzata, la disastrosa partecipazione della nazionale di calcio italiana al campionato del mondo 1974 in Germania Ovest.
Il libro nasce dall'esperienza giornalistica dell'autore, che fu inviato sportivo per il quotidiano La Stampa di Torino dal 1969 e per i successivi dieci anni circa. La prima edizione ebbe un discreto successo, raggiungendo le trentamila copie vendute, ciò nonostante il romanzo non fu più ristampato per i trent'anni seguenti.
Secondo Dino Zoff, all'epoca portiere della nazionale (che nel racconto compare con il soprannome di San Dino), in questo romanzo «Arpino non ha inventato nulla» descrivendo la vita dei giocatori nel ritiro di Ludwigsburg, e restituendo l'atmosfera resa troppo pesante dalle polemiche e dalle grandi aspettative createsi intorno alla squadra, in cui non si seppe gestire il momento di transizione dovuto alla convivenza tra giocatori quasi a fine carriera e giovani emergenti.

## Trama

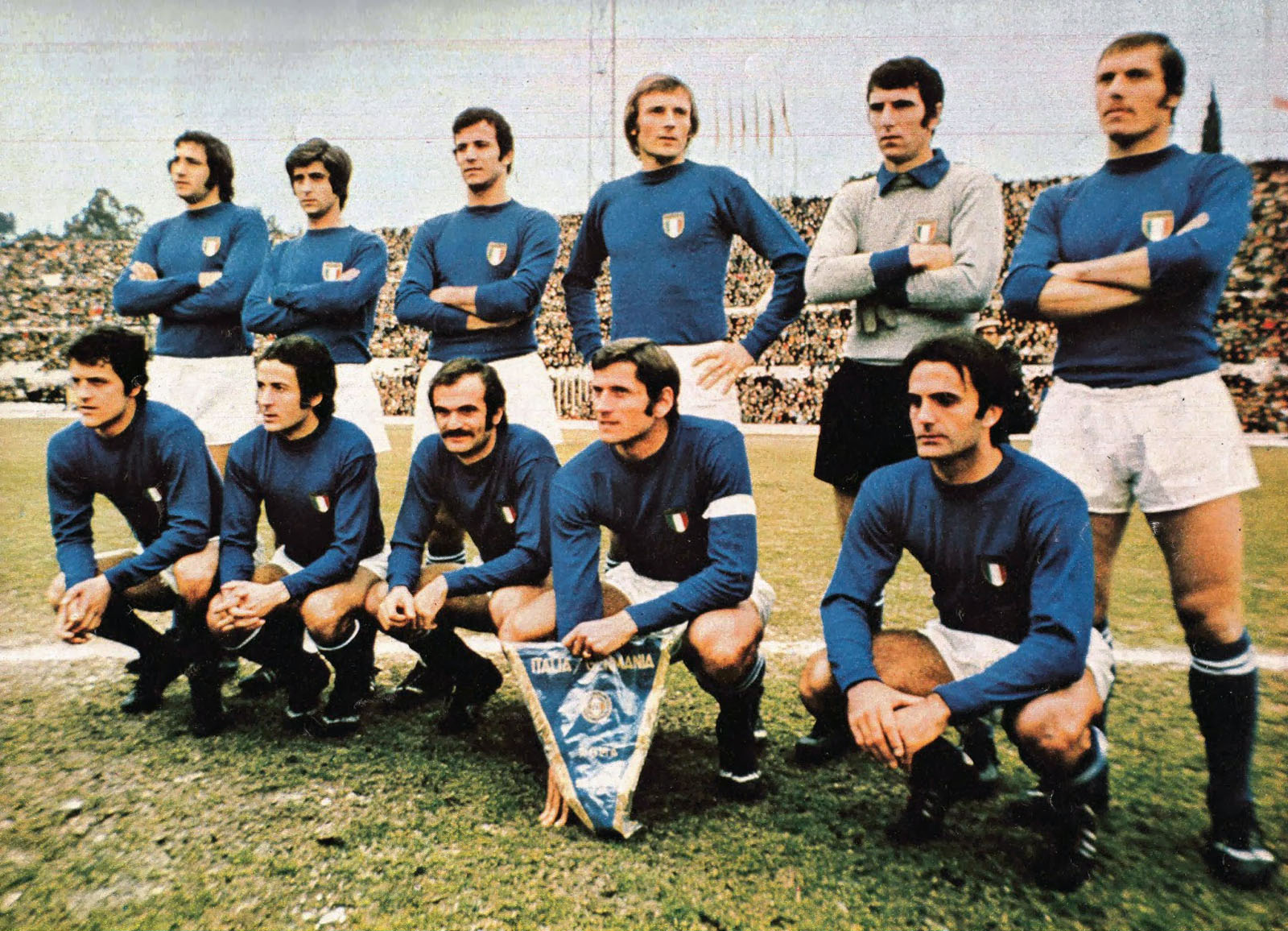
La nazionale italiana del 1974, in un'amichevole premondiale contro la.

Il racconto si svolge descrivendo l'attività di un giornalista, Arp (cioè lo stesso Arpino), accompagnato dal giovane collega Bibì e dal fotografo Walf. Arp ha compreso la difficile situazione della nazionale azzurra ed è molto scettico sulle sue possibilità di disputare un buon mondiale. Gli altri giornalisti vengono divisi tra Belle Gioie, che sperano sinceramente in un successo dell'Italia, e Jene, spinte da un sentimento negativo e alla costante ricerca di materiale per alimentare le polemiche. Tra i personaggi che orbitano intorno al mondo dei giornalisti o che ne fanno parte, vi sono il Grangiuàn e il Gauloise (dietro ai quali si possono riconoscere Gianni Brera e Carlo Parola), rispettivamente grande giornalista sportivo e allenatore della Juventus.
Nella descrizione delle tre partite disputate dagli azzurri – sofferta vittoria per 3-1 con Haiti a Monaco di Baviera, stentato pareggio 1-1 con l'Argentina a Stoccarda, e sconfitta per 2-1 contro la Polonia ancora a Stoccarda – si ritrovano molte glorie calcistiche di quel periodo: l'allenatore Ferruccio Valcareggi (lo Zio), Gigi Riva (il Bomber), Gianni Rivera (il Golden Boy), Sandro Mazzola (il Baffo), Pietro Anastasi (Petruzzu) e Giorgio Chinaglia (Giorgione).
Tra di essi emergono due personaggi positivi, con i quali Arp ha maggiore confidenza: Enzo Bearzot (il Vecio, all'epoca allenatore in seconda), il quale sarà l'unico a restare in Germania Ovest anche dopo l'estromissione dell'Italia per continuare a fare il suo mestiere di osservatore, professando fino all'ultimo la sua fiducia nell'onestà, e Giacinto Facchetti (Giacinto); quest'ultimo, in particolare, è protagonista del finale extracalcistico del romanzo: ricordando un discorso fatto con Arp nel ritiro azzurro di Ludwigsburg («cerchiamo di diventare parenti, tra noi donchisciotte»), invita il giornalista a Milano chiedendogli di essere padrino di battesimo del suo terzo figlio.

## Edizioni
- Azzurro tenebra, Torino, Einaudi, 1977,  p. 214.
- Azzurro tenebra, a cura di Massimo Novelli, Torino, Spoon River, 2007,  p. 231, ISBN 978-88-89509-47-0.
- Azzurro tenebra, collana Scrittori Contemporanei, prefazione di Massimo Raffaeli, con una nota di Dino Zoff, Milano, BUR, 2010,  p. 254, ISBN 978-88-17-04134-8.
- Azzurro tenebra, prefazione di Massimo Raffaeli, con una nota di Dino Zoff, Roma, minimum fax, 2024,  p. 284, ISBN 978-88-33-89555-0.